# Hufnagelnotation
Unter Hufnagelnotation versteht man in der Geschichte der Notenschrift eine der letzten Entwicklungsstufen der Tonhöhen anzeigenden (diastematischen) Neumen, die vorwiegend für den Gregorianischen Choral Verwendung findet, bevor sich die zusätzlich die Tonlängen anzeigende Modalnotation durchsetzte.

## Entwicklung
Nachdem Guido von Arezzo in der ersten Hälfte des 11. Jahrhunderts horizontale Neumenlinien und Notenschlüssel eingeführt hatte, war es möglich, die Tonhöhe einzelner Töne zu beschreiben und somit auch die Tonintervalle festzulegen. Diese ursprüngliche Notation enthält jedoch kaum Angaben zur Länge der Töne.
Durch die Benutzung von Federkielen waren Quadrate und Rauten einfacher zu schreiben als Kreise oder andere Formen und es entstand die sogenannte Quadratnotation mit vorwiegend quadratischen Formen der Notenzeichen. Diese Notenschrift hat sich als die übliche Form für die Notation gregorianischer Musik durchgesetzt. In einer leicht modernisierten Abwandlung wird die Quadratnotation noch heute in der katholischen Liturgie in den entsprechenden Choralbüchern des Gregorianischen Chorals verwendet.
Alternativ entstand seit dem 13. Jahrhundert im deutschen Sprachgebiet, aber auch im angrenzenden Norden und Osten Europas durch schräg gestellte Federn die sogenannte Hufnagelnotation mit Rauten als Notenköpfen. Als Beispiel für eine liturgische Handschrift in Hufnagelnotation mag hier der Codex Gisle dienen, der Anfang des 14. Jahrhunderts entstand.
Die Ausführung der Hufnagelnotation war wesentlich weniger vereinheitlicht als die Quadratnotation. Im Codex Gisle können beispielsweise drei Schreiber unterschieden werden. In der nachfolgenden Einzeldarstellung der Neumen finden sich daher bisweilen mehrere Schreibweisen.

## Beschreibung
Der Sonntag im Kirchenjahr und die liturgische Funktion des Gesangs wird in roter Schrift über den Noten angegeben, meist abgekürzt, z. B. „Comm.“ oder „Co.“ für Communio. Der Text steht unter den Noten, jedoch ohne eine Ausrichtung zwischen erstem Vokal der jeweiligen Silbe und erstem zu dieser Silbe gehörenden Ton.
Der erste Buchstabe des Textes wird meist als farbige Initiale geschrieben. Eine rhythmische Differenzierung ist bei der Hufnagelnotation nicht angedeutet.
|  | Codex Gisle: Confitemini domino, Psalmvers des Introitus am 4. Adventssonntag in Hufnagelnotation mit Notenschlüssel C am Beginn der Zeile |

### Neumenlinien
In der Hufnagelnotation werden für die Notation der Melodien meist vier horizontale Neumenlinien verwendet, die vier Tonhöhen im Terzabstand festlegen. Eine der Neumenlinien wird durch einen Notenschlüssel der Tonhöhe F oder c zugeordnet. Die Tonhöhe ist jedoch nicht absolut, sondern beschreibt lediglich einen Ton, der über einem der beiden Halbtöne der Tonskala liegt. Der Notenschlüssel kann auf jeder der vier Linien liegen, abhängig von der Tonlage des Stücks. Es ist auch möglich, dass der Schlüssel bei einer neuen Zeile auf einer anderen Linie liegt. In einigen Handschriften sind auch beide Notenschlüssel gleichzeitig gesetzt. In Einzelfällen kommt auch ein Notenschlüssel der Tonhöhe g zum Einsatz, ggf. zusätzlich zum Schlüssel c. Für Tonhöhen, die mindestens eine Terz höher als die oberste Neumenlinie oder mindestens eine Terz tiefer als die unterste Neumenlinie liegen, werden Hilfslinien eingesetzt.

Notenschlüssel in der Hufnagelnotation
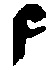
F-Schlüssel 1. Form
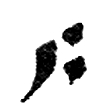
F-Schlüssel 2. Form
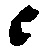
C-Schlüssel
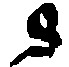
G-Schlüssel 1. Form
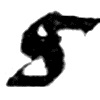
G-Schlüssel 2. Form

### Einzeltonneumen
Die einfachste Einzeltonneume ist das Punctum. Eine Neume mit vertikalem Notenhals rechts an der Quadratneume wird Virga genannt. Bei einer betonten Silbe wird meist die Virga verwendet, bei einer unbetonten Silbe das Punctum.

Einzeltonneumen
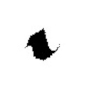
Punctum
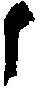
Virga

### Doppeltonneumen
Die wichtigsten Doppeltonneumen sind der Pes, auch Podatus genannt, für eine aufsteigende Folge von zwei Tönen und die Flexa, auch Clivis genannt, für eine fallende Folge. Zwei aufeinanderfolgende gleiche Töne zu einer Silbe werden als Distropha geschrieben. Der Epiphonus ist eine liqueszensierte Form des Pes, der Cephalicus eine liqueszensierte Form der Flexa. Die liqueszensierte Form, bei der die letzte Note als kleinere Stichnote geschrieben ist, wird gerne für Silbenfolgen verwendet, bei denen die erste mit einem Konsonanten endet und die zweite mit einem Konsonanten beginnt, um die Sänger darauf hinweisen, die Konsonanten getrennt zu artikulieren.

Doppeltonneumen
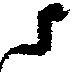
Pes / Podatus 1. Form
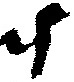
Pes / Podatus 2. Form
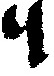
Flexa / Clivis 1. Form
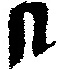
Flexa / Clivis 2. Form
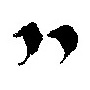
Strophicus / Distropha
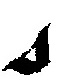
Epiphonus
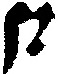
Cephalicus 1. Form
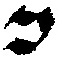
Cephalicus 2. Form

### Dreifachtonneumen
Dreifachtonneumen gibt es als Torculus (tief-hoch-tief), Porrectus (hoch-tief-hoch), Scandicus (tief- höher-hoch), Climacus (hoch-tiefer-tief), Tristropha (3× gleich). Dazu kommt der Ancus als Kombination von Virga mit Cephalicus.

Dreifachtonneumen
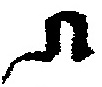
Torculus 1. Form
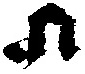
Torculus 2. Form
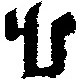
Porrectus 1. Form
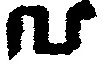
Porrectus 2. Form
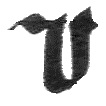
Porrectus 3. Form
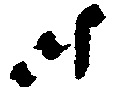
Scandicus
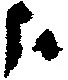
Climacus
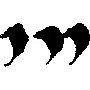
Tristropha
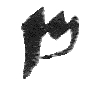
Ancus 1. Form
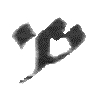
Ancus 2. Form

### Mehrtonneumen
Mehrere Einzeltonneumen können zu verschiedenen Doppeltonneumen und Dreifachtonneumen oder mehrere solcher Gruppenneumen zu Mehrgruppenneumen zusammengesetzt werden. Beim Torculus resupinus folgt auf den letzten Ton noch eine höhere Note, beim Porrectus flexus folgt eine niedrigere Note. In der Quadratnotation kennt man auch Torculus resupinus flexus und Porrectus flexus resupinus, im Codex Gisle, der hier als Muster dient, kommen diese Kombinationen jedoch nicht vor.

Mehrtonneumen
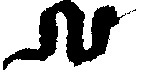
Torculus resupinus
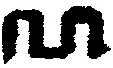
Porrectus flexus

### Alteration
Ein Ton auf der Tonhöhe H kann durch die Notation des B molle um einen Halbton nach unten alteriert werden. Eine solche Alteration gilt gegebenenfalls für das gesamte Melisma auf dem entsprechenden Vokal. Die Notation des B durum hebt diese Alteration wieder auf. Das Vorzeichen muss nicht zwingend unmittelbar vor der Note stehen.

Tief- und Hochalteration in der Hufnagelnotation
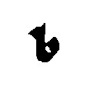
B molle
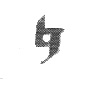
B durum 1. Form
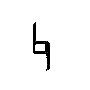
B durum 2. Form

### Custos
Wenn die Höhe des nachfolgenden Tons nicht unmittelbar ersichtlich ist, z. B. am Ende einer Notenzeile oder beim Wechsel des Schlüssels innerhalb einer Notenzeile, wird häufig ein Custos (lat. für Wächter) gesetzt, der die Tonhöhe des Folgetons angibt. Der Custos ist ein Hilfszeichen und besteht aus einer halbierten Neume, die nicht gesungen wird, sondern dazu gedacht ist, dass der Sänger leichter den Anschluss findet.

### Weitere Details
Das Quilisma kommt im Codex Gisle nicht vor, ebenfalls keine Dehnungs- und Pausenzeichen, denn die Hufnagelnotation war weitgehend schon außer Gebrauch gekommen, bevor sich diese Zeichen etablierten.